# The Beau Brummels, Volume 2
The Beau Brummels, Volume 2 è il secondo album dei The Beau Brummels, pubblicato dalla Autumn Records nell'agosto del 1965. Già nel loro secondo album il gruppo si ridusse ad un quartetto per l'abbandono (nella primavera del 1965) del bassista Declan Mulligan, Ron Meagher prese il suo posto al basso.

## Tracce
Brani composti da Ron Elliott, tranne dove indicato
Lato A
1. You tell Me Why – 3:05
2. I Want You – 4:00
3. Doesn't Matter – 2:00
4. That's Alright – 2:10 (Sal Valentino)
5. Sometime at Night – 1:47 (Robert Durand, Ron Elliott)
6. Can It Be – 2:27 (Robert Durand, Ron Elliott)

Lato B
1. Sad Little Girl – 3:29
2. Woman – 2:46
3. Don't Talk to Strangers – 2:20 (Robert Durand, Ron Elliott)
4. I've Never Known – 2:00 (Robert Durand, Ron Elliott)
5. When It Comes to Your Love – 2:10
6. In Good Time – 1:47

Edizione CD del 1995, pubblicato dalla Sundazed Music Records SC 6040
1. You Tell Me Why – 3:05 (R. Elliott)
2. I Want You – 4:00 (R. Elliott)
3. Doesn't Matter – 2:00 (R. Elliott)
4. That's Alright – 2:12 (S. Valentino)
5. Sometime at Night – 1:50 (R. Elliott, R. Durand)
6. Can It Be – 2:28 (R. Elliott, R. Durand)
7. Sad Little Girl – 3:30 (R. Elliott)
8. Woman – 2:48 (R. Elliott)
9. Don't Talk to Strangers – 2:27 (R. Elliott, R. Durand)
10. I've Never Known – 2:03 (R. Elliott, R. Durand)
11. When It Comes to Your Love – 2:11 (R. Elliott)
12. In Good Time – 1:49 (R. Elliott)
13. Woman – 2:41 (R. Elliott) – Bonus Track - Vocal Version from Rhino RNLP 104
14. When It Comes to Your Love – 2:08 (R. Elliott) – Bonus Track - Unissued Instrumental Version

Edizione CD del 1998, pubblicato dalla Repertoire Records REP 4699-WY
1. You Tell Me Why – 3:05 (R. Elliott)
2. I Want You – 3:58 (R. Elliott)
3. Doesn't Matter – 1:59 (R. Elliott)
4. That's Alright – 2:10 (S. Valentino)
5. Sometime at Night – 1:49 (R. Elliott, R. Durand)
6. Can It Be – 2:27 (R. Elliott, R. Durand)
7. Sad Little Girl – 3:28 (R. Elliott)
8. Woman – 2:46 (R. Elliott)
9. Don't Talk to Strangers – 2:20 (R. Elliott, R. Durand)
10. I've Never Known – 2:02 (R. Elliott, R. Durand)
11. When It Comes to Your Love – 2:09 (R. Elliott)
12. In Good Time – 1:47 (R. Elliott)
13. Dream on, Dream on, Dream – 2:13 (R. Elliott) – Bonus Track - From Album, Vol.44' US-Vault #121 (1968)
14. More Than Happy – 2:39 (R. Elliott) – Bonus Track - From Album, Vol.44' US-Vault #121 (1968)
15. Louie, Louie – 2:44 (C. Berry) – Bonus Track - From Album, Vol.44' US-Vault #121 (1968)
16. Woman – 2:39 (R. Elliott) – Bonus Track - Unreleased Vocal Version from 1965
17. When It Comes to Your Love – 2:07 (R. Elliott) – Bonus Track - Unissued Instrumental Version from 1965
18. Can't Be So – 2:15 (R. Elliott) – Bonus Track - Demo from the April 1965 Sessions
19. Pity the Fool – 1:40 (R. Elliott) – Bonus Track - Demo from the April 1965 Sessions
20. I Cannot Hide – 2:22 (R. Elliott) – Bonus Track - Demo from Ron's 1965 Sessions
21. I Grow Old, 2nd Version – 2:01 (R. Elliott, R. Durand) – Bonus Track - Alternate Take with Different Vocal and Harmonica, 1965
22. She Sends Me – 2:00 (R. Elliott) – Bonus Track - Outtake from the 3rd Album Session, 1966
23. Cry Some – 2:34 (R. Elliott) – Bonus Track - Outtake from the 3rd Album Session, 1966
24. Hey Love – 3:01 (S. Valentino) – Bonus Track - Outtake from the 3rd Album Session, 1966

## Musicisti
- Sal Valentino - voce solista
- Ron Elliott - chitarra solista, voce
- Ron Meagher - basso, voce
- John Petersen - batteria